# Königs-Protea

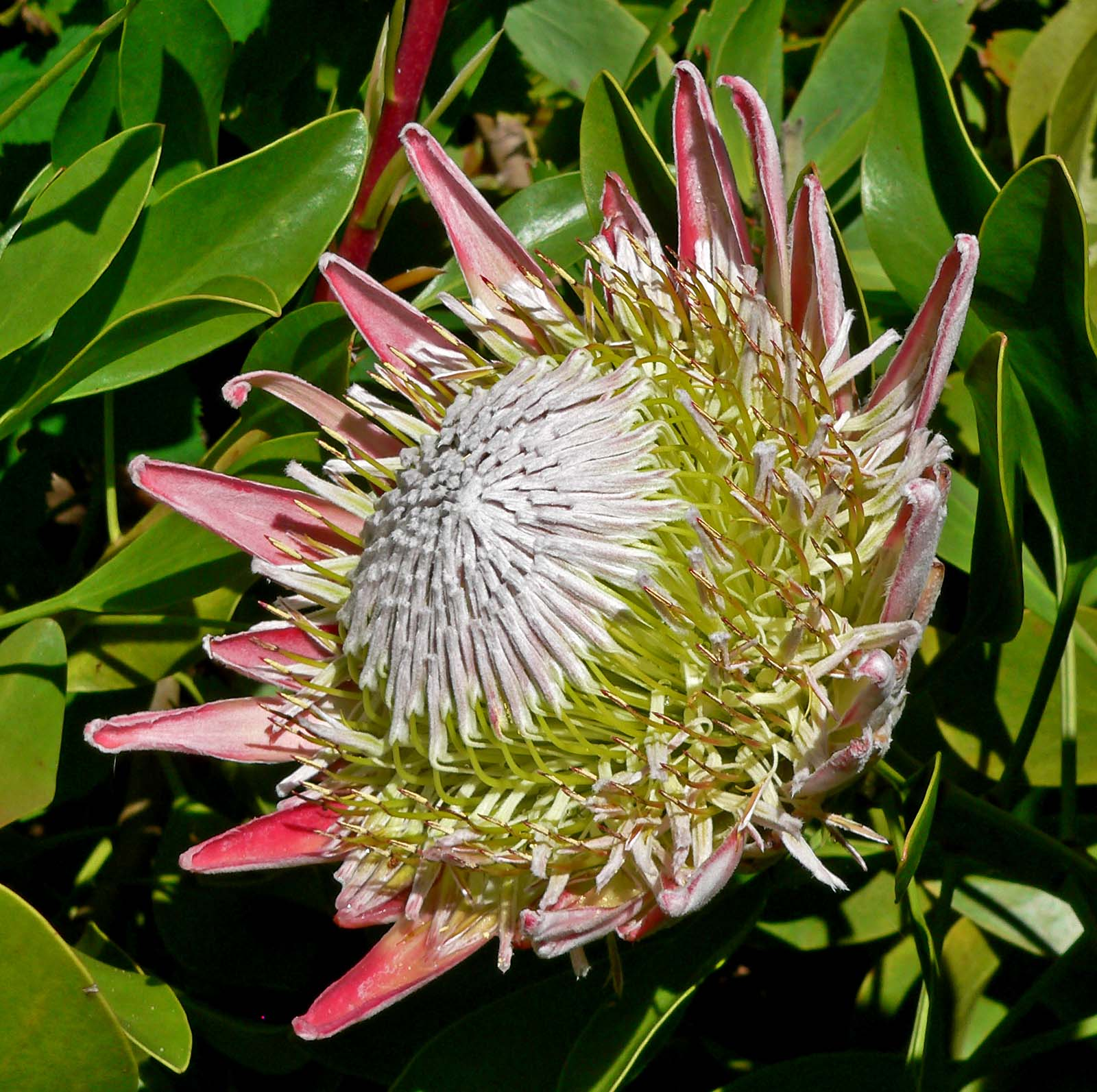
Blütenstand

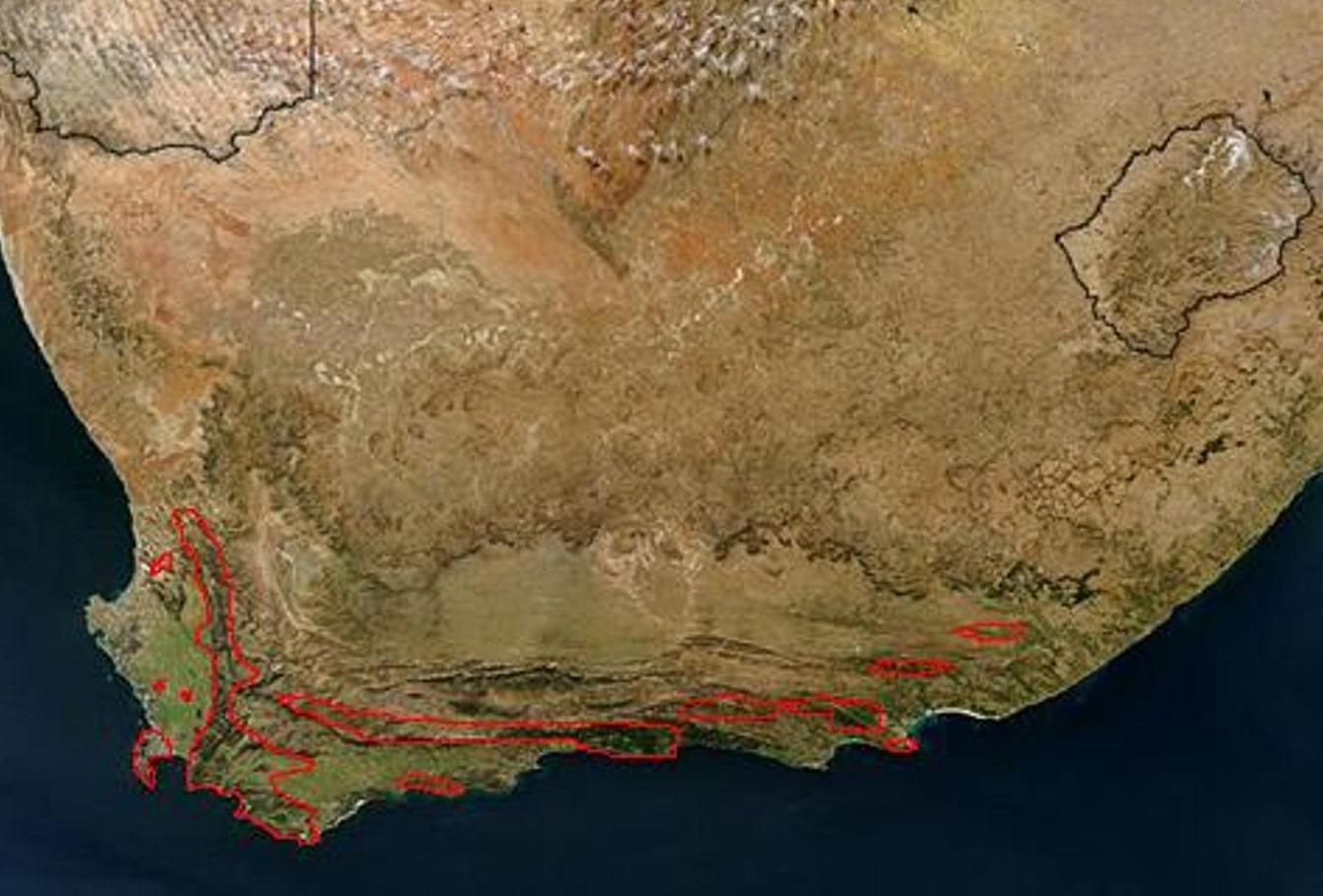
Verbreitung der Königs-Protea in Südafrika

Die Königs-Protea (Protea cynaroides) ist eine Blütenpflanze aus der Gattung der  Zuckerbüsche (Protea). Sie ist in den südwestlichen und südlichen Teilen Südafrikas verbreitet. Die Königs-Protea ist die Nationalblume des Landes und wird im südafrikanischen Wappen stilisiert dargestellt.
Die Königs-Protea hat die größte Blüte aller Proteas und kommt in mehreren Farbvarianten vor. Neben den natürlich vorkommenden gibt es auch mehrere gezüchtete Varianten. Die ungewöhnliche Blütenform und ihre lange Haltbarkeit macht die Königs-Protea auch in Europa zu einem beliebten Teil von Blumengestecken. Sie lässt sich auch getrocknet verwenden, z. B. für winterlichen Grabschmuck.

## Etymologie
Das Artepitheton cynaroides bezieht sich auf das artischockenartige Aussehen der Blütenköpfe. Die Artischocke gehört jedoch zur Gattung Cynara in der Familie der Korbblütler und ist nicht verwandt.

## Beschreibung
Protea cynaroides ist ein immergrüner Strauch oder Zwergstrauch mit dicken Stängeln. Die Höhe kann je nach Standort und Lebensraum zwischen 0,3 und 2 Metern variieren. Die oft lang gestielten und wechselständigen, verkehrt-eiförmigen bis elliptischen oder rundlichen, seltener eiförmigen, glänzenden Blättern sind festledrig, kahl und ganzrandig. Sie sind bis zu 15 Zentimeter lang, stumpf bis rundspitzig oder abgerundet und oft feinstachelspitzig. Die Blätter sind dunkelgrün mit einem oft rötlichen Rand. Die bis 18 Zentimeter langen Blattstiele sind rinnig bis rundlich und kahl.
Die nicht duftenden Blüten stehen in endständigen, scheinblütigen Blütenständen zusammen. In der Mitte befinden sich zahlreiche zwittrige Blüten, die von vielen langen, dachigen, mehr oder weniger fein behaarten und spitzen Hochblättern umgeben sind. Die großen, schüsselförmigen Blütenstände der Königs-Protea haben einen Durchmesser von etwa 120 bis maximal 300 Millimeter. Der Blütenstandsboden ist recht flach. Die Farbe der Hochblätter variiert von einem cremigen Weiß bis zu einem tiefen Purpur, meist sind sie blassrosa. Die schmalen, oberseits feinhaarigen, zweilippigen Blüten sind röhrig. Eine Kronlippe ist dreiteilig, die andere einfach. Die Staubblätter liegen oben in den löffelförmigen Kronlippen. Der schlanke Griffel des behaarten Fruchtknotens ist lang und vorstehend. Die Narbe ist rötlich und länglich.
Nach der Blüte bildet die Pflanze lang behaarte und lang geschnäbelte, einsamige Schließfrüchte, Achänen aus.

## Systematik
Protea cynaroides ist die Typusart der Gattung Protea, sie wurde von Carl Linné 1753 unter dem Basionym Leucadendron cynaroides erstbeschrieben. 1771 stellte er die Art in die Gattung Protea als Protea cynaroides.

## Ökologie
Protea cynaroides ist an den Fynbos, einen Lebensraum mit trockenen, heißen Sommern und nassen, kalten Wintern angepasst. Zu den Anpassungen gehören zähe, ledrige Blätter, die die Verdunstung möglichst gering halten und eine lange Pfahlwurzel, die tief in den Boden eindringt. Wie die meisten anderen Proteen hat Protea cynaroides sogenannte Proteoidwurzeln, d. h. Wurzeln mit dichten Büscheln kurzer Seitenwurzeln, die oberflächennah verbreitet sind. Sie bilden organische Säuren und geben sie in den Boden ab, so dass vor allem Phosphat aus den nährstoffarmen Böden des Fynbos gelöst und somit leichter aufgenommen werden kann.
Die Blüten werden von einer Reihe nektarfressender Vögel bestäubt, hauptsächlich von Nektarvögeln und Honigvögeln, darunter der Goldbrust-Nektarvogel (Anthobaphes violacea), der Kapnektarvogel (Cinnyris chalybeus), der Malachitnektarvogel (Nectarinia famosa) und der Kaphonigvogel (Promerops cafer).
Außer von Vögeln werden die Blüten von verschiedenen Insekten besucht. Neben Bienen, zum Beispiel der Kapbiene, sind das vor allem Käfer, z. B. Kurzflügler und verschiedene Blatthornkäfer (Scarabaeidae). Der Protea-Käfer (Trichostetha fascicularis) kommt ausschließlich in Habitaten mit Proteen vor.
Wie viele andere Proteaarten ist Protea cynaroides ein Pyrophyt, d. h. an eine Umgebung angepasst, in der Buschbrände für die Fortpflanzung und Regeneration unerlässlich sind. Während bei manchen Arten Brände zwar die Samenfreisetzung auslösen, sie aber ansonsten Feuer nicht überleben, treibt die Königs-Protea aus einem Lignotuber, einer unterirdischen Sprossverdickung, wieder aus, auch wenn die oberirdischen Teile abgebrannt sind.

## Sonstiges
Die südafrikanische Cricket-Nationalmannschaft trägt den Spitznamen „Proteas“.